# Auxin
Auxiner (græsk: αὐξάνω auxánō = „jeg vokser“) er en klasse af naturlige og syntetiske plantehormoner (eller vækststoffer). Auxiner spiller en afgørende rolle i koordineringen af mange vækstprocesser i plantens livscyklus, og de er nødvendige for udviklingen af plantens form. De naturligt forekommende auxiner hører til blandt plantehormonerne. På grund af deres virkning kaldes auxiner ofte for ”strækningshormoner”. Auxinerne og deres rolle i plantevækst blev først beskrevet af den hollandske biolog Frits Warmolt Went. Kenneth V. Thimann isolerede fytohormonet og bestemte dets kemiske struktur som indol-3-eddikesyre. Went og Thimann var medforfattere til en bog om plantehormoner, Phytohormones, i 1937.
| Botanik | Spire Denne botanikartikel er en spire som bør udbygges. Du er velkommen til at hjælpe Wikipedia ved at udvide den. |